# Garrucha
Garrucha je španělská obec v provincii Almería v autonomním společenství Andalusie. Leží na pobřeží Středozemního moře. Žije zde přibližně 11 tisíc obyvatel.

## Poloha obce
Obec leží 70 km severovýchodně od města Almería. Sousední obce jsou Vera a Mojácar.